# Euaspis lorenzae
Euaspis lorenzae är en biart som beskrevs av Baker 1995. Euaspis lorenzae ingår i släktet Euaspis och familjen buksamlarbin. Inga underarter finns listade i Catalogue of Life.